# HD 69830 d
HD 69830 d是一顆系外行星，以197天的周期環繞著橘色恆星HD 69830運轉著。它是這個行星系中已知最外層的一顆行星，並且可能位在適居帶內。

## 發現
行星HD 69830 d是在2006年被發現的。

## 軌道和質量
這顆行星與太陽系內大多數的行星相似，軌道有著很低的離心率。軌道的半長軸只有0.63AU，與金星相似。但是HD 69830的質量和活力都略低於太陽，因此這顆行星位於它的適居帶內。

## 特性
這顆行星擁有的質量與海王星相當，因此HD 69830 d也類似於一顆氣體巨星，沒有固體的表面。由於這顆行星只有間接的經由引力效應所偵測到的數據，因此像半徑和組成等其他性質都還是未知的。

## 與大眾文化的關係
在最後一戰3的限量版中包含的Bestiarum中，描述HD 69830 d是Jackals所來自的星球，具體說明它們是來自小行星帶內部邊緣第三顆行星的一顆假設的衛星。
探索頻道的宇宙系列節目中，將它作為有適於居住潛力的行星。

## 外部連結
- SST: Signs of Alien Asteroid Belt
- SolStation: HD 69830 / HR 3259（页面存档备份，存于）
- SPACE.com: Planets Found in Potentially Habitable Setup (May 17, 2006)（页面存档备份，存于）
- SpaceDaily:  Trio Of Neptunes And Their Belt (May 18, 2006)（页面存档备份，存于）